# Arzano
|  | No s'ha de confondre amb Aržano. |

Arzano és un municipi italià, situat a la regió de Campània i a la Ciutat metropolitana de Nàpols. El 2025 tenia una població estimada de 31.782 habitants.